# Tour de Pologne 1997
54. edycja wyścigu kolarskiego Tour de Pologne odbyła się w dniach 7–14 września 1997. Wystartowało 142 kolarzy, ukończyło wyścig 96. Łączna długość trasy wyniosła 1435,5 km.
Pierwsze miejsce w klasyfikacji generalnej zajął Rolf Järmann (Casino - C'est votre equipe), drugie Zenon Jaskuła (Mapei), a trzecie Sašo Sviben (Radenska).
Sędzią głównym był Ernesto Maggioni (Włochy).

## Etapy
| Etap      | Data        | Start - meta                | Długość (km)              | Typ         | Zwycięzca etapu   | Lider         |
| I etap    | 7 września  | Kołczygłowy - Słupsk        | 168.5                     | płaski      | Lauri Aus         | Lauri Aus     |
| II etap   | 8 września  | Bytów - Inowrocław          | 250                       | płaski      | Emanuele Lupi     | Emanuele Lupi |
| III etap  | 9 września  | Radziejów – Bełchatów       | 196                       | płaski      | Jaan Kirsipuu     | Emanuele Lupi |
| IV etap   | 10 września | Radomsko - Jastrzębie-Zdrój | 234                       | pagórkowaty | Jaan Kirsipuu     | Emanuele Lupi |
| V etap    | 11 września | Wisła -Cieszyn              | 163,5                     | górski      | Simone Bertoletti | Emanuele Lupi |
| VI etap   | 12 września | Bielsko-Biała - Zakopane    | 186                       | górski      | Dmitrij Konyszew  | Rolf Järmann  |
| VII etap  | 13 września | Nowy Targ - Wieliczka       | 198                       | pagórkowaty | Markus Zberg      | Rolf Järmann  |
| VIII etap | 14 września | Kraków - Kraków             | 39,5 (jazda ind. na czas) | płaski      | Dario Andriotto   | Rolf Järmann  |

## Końcowa klasyfikacja generalna

### Klasyfikacja indywidualna
| Poz. | Zawodnik             | Kraj       | Zespół                      | Czas (średnia km/h)      |
| ---- | -------------------- | ---------- | --------------------------- | ------------------------ |
| 1.   | Rolf Järmann         | Szwajcaria | Casino - C'est votre equipe | 33h 27' 53" (42,90 km/h) |
| 2.   | Zenon Jaskuła        | Polska     | Mapei - GB                  | +25"                     |
| 3.   | Sašo Sviben          | Słowenia   | Radenska                    | +01' 02"                 |
| 4.   | Aleksander Winokurow | Kazachstan | Casino - C'est votre equipe | +01' 19"                 |
| 5.   | Aleksiej Siwakow     | Rosja      | Roslotto - ZG Mobili        | +01' 54"                 |
| 6.   | Dainis Ozols         | Łotwa      | Mróz                        | +01' 58"                 |
| 7.   | Piotr Ugriumow       | Rosja      | Roslotto - ZG Mobili        | +02' 41"                 |
| 8.   | Markus Zberg         | Szwajcaria | Mercatone Uno               | +2' 54"                  |
| 9.   | Piotr Chmielewski    | Polska     | PEKAES - Irena - Zepter     | +3' 58"                  |
| 10.  | Gianpaolo Mondini    | Włochy     | Amore e Vita                | +4' 01"                  |

### Klasyfikacja drużynowa
| 1. | Mróz                 | 100h 37' 12" |
| 2. | Roslotto - ZG Mobili | +2' 39"      |
| 3. | PMapei - GB          | +4' 18"      |
| 4. | Mercantone Uno       | +7' 28"      |
| 5. | Radenska             | +9' 41"      |

### Klasyfikacja najwszechstronniejszych
| 1. | Markus Zberg         | Szwajcaria | 109 pkt |
| 2. | Rolf Järmann         | Szwajcaria | 93 pkt  |
| 3. | Aleksander Winokurow | Kazachstan | 90 pkt  |
| 4. | Piotr Wadecki        | Polska     | 60 pkt  |
| 5. | Filippo Meloni       | Włochy     | 57 pkt  |

### Klasyfikacja górska
| 1. | Oscar Pellicioli  | Włochy | 33 pkt |
| 2. | Cezary Zamana     | Polska | 22 pkt |
| 3. | Valentino Fois    | Włochy | 20 pkt |
| 4. | Radosław Romanik  | Polska | 14 pkt |
| 5. | Gianpaolo Mondini | Włochy | 12 pkt |

### Klasyfikacja punktowa
(od 2005 roku koszulka granatowa)
| 1. | Markus Zberg         | Szwajcaria | 103 pkt |
| 2. | Rolf Järmann         | Szwajcaria | 92 pkt  |
| 3. | Aleksander Winokurow | Kazachstan | 60 pkt  |
| 4. | Filippo Meloni       | Włochy     | 57 pkt  |
| 5. | Jacek Mickiewicz     | Polska     | 56 pkt  |